# Petra Nielsen
Petra Magdalena Nielsen, ursprungligen Inczèdy-Gombos, född 1 februari 1965 i Maria Magdalena församling, Stockholm, är en svensk skådespelare, sångare och musikalartist. Hon har medverkat i ett antal musikaluppsättningar och även en gång i Melodifestivalen. Hon har belönats med teaterpriset Guldmasken tre gånger.

## Karriär
Nielsen är mest känd för att under 1980- och 1990-talen ha medverkat i ett antal stora musikaler på Chinateatern i Stockholm – Cats, West Side Story, Grease och Fame. På senare år har hon gjort stora roller i såväl Garbo The Musical på Oscarsteatern i Stockholm som En vacker dag i Kramfors.
Nielsen gjorde stor succé som Roxie Hart i musikalen Chicago i Göteborg och Stockholm 1999, en roll hon senare även gjorde i London (i sex månader 2000) och på Broadway (i sex veckor 2001). 2004 deltog hon i Melodifestivalen med bidraget ”Tango! Tango!”, med vilket hon kom på en fjärde plats.
Hösten 2008 medverkade Nielsen i Footloose på Intiman i Stockholm, och hösten och våren 2010–2011 medverkade hon som Velma Kelly i Östgötateaterns uppsättning av Chicago. Hon spelade Morticia i musikalen Familjen Addams på Östgötateatern, Lorensbergsteatern i Göteborg och på Slagthuset i Malmö under 2014.
I mars 2024 framförde hon enmansshowen Petra – ett liv på scenen på Stadsteatern i Stockholm.

## Familj
Petra Nielsen är dotter till fotografen Adam Inczèdy-Gombos och skådespelerskan Monica Nielsen samt syster till Paula Nielsen. Hon var 1993–2002 gift med musikalartisten och dansaren Rennie Mirro.

## Produktioner (i urval)

### Filmografi
- 1968 – I huvet på en gammal gubbe
- 1986 – Bödeln och skökan – Kvinnlig fånge
- 1994 – Polismördaren – Eva
- 1994 – Pillertrillaren – Monique
- 2006 – Frostbiten – Annika

### TV-produktioner
- 1986 – Hassel – Beskyddarna – Saga
- 1991 – Rosenbaum – Anette
- 1994 – Den vite riddaren – Anna Holt
- 1996 – Anna Holt – polis – Anna Holt
- 1997 – Pentagon
- 1999 – Anna Holt – polis – Anna Holt
- 2004 – Kvinnor emellan – Myran

### Teater
| År   | Roll               | Produktion                                                                      | Regi               | Teater                                         |
| ---- | ------------------ | ------------------------------------------------------------------------------- | ------------------ | ---------------------------------------------- |
| 1982 |                    | Från Ernst Rolf till Gula Hund                                                  |                    | Chinateatern                                   |
| 1984 |                    | I Grevens tid                                                                   |                    | Hamburger Börs                                 |
| 1984 | Gullan             | P. Svanslös Bodil Malmsten                                                      | Bodil Malmsten     | Oscarsteatern                                  |
| 1988 | Tantomile          | Cats                                                                            |                    | Chinateatern                                   |
| 1989 | Tantomile          | Cats                                                                            |                    | Scandinavium                                   |
| 1989 | Rosalia            | West Side Story Leonard Bernstein, Stephen Sondheim och Arthur Laurents         |                    | Chinateatern                                   |
| 1991 | Rizzo              | Grease Jim Jacobs och Warren Casey                                              | Runar Borge        | Chinateatern                                   |
| 1993 | Carmen Diaz        | Fame Steven Margoshes och Jacques Levy                                          | Runar Borge        | Chinateatern                                   |
| 1994 | Sally Bowles       | Cabaret John Kander, Fred Ebb och Joe Masteroff                                 | Lars-Erik Liedholm | Intiman                                        |
| 1996 | Cassie Ferguson    | A Chorus Line James Kirkwood, Nicholas Dante, Edward Kleban och Marvin Hamlisch | Thomas Ryberger    | Stora Teatern                                  |
| 1997 | Anita              | West Side Story Leonard Bernstein, Stephen Sondheim och Arthur Laurents         | Richard Herrey     | Oscarsteatern                                  |
| 1999 | Roxie Hart         | Chicago John Kander, Fred Ebb och Bob Fosse                                     |                    | Eriksbergshallen, Oscarsteatern                |
| 2000 | Roxie Hart         | Chicago John Kander, Fred Ebb och Bob Fosse                                     |                    | Adelphi Theatre, London                        |
| 2001 | Roxie Hart         | Chicago John Kander, Fred Ebb och Bob Fosse                                     | Walter Bobbie      | Shubert Theater, New York                      |
| 2002 | Carla              | Nine Maury Yeston                                                               | Vernon Mound       | Malmö musikteater                              |
| 2002 | Mercedes da Costa  | Garbo The Musical Michael Reed, Jim Steinman och Warner Brown                   | Scott Faris        | Oscarsteatern                                  |
| 2003 | Maria Kovalskli    | Stars                                                                           |                    | Göta Lejon                                     |
| 2004 | Margit             | En vacker dag                                                                   |                    | Kramfors                                       |
| 2006 | Medverkande        | Oscars 100-årsjubileum                                                          | Hans Marklund      | Oscarsteatern                                  |
| 2007 | Medverkande        | Brel - Rätt in i hjärtat Jacques Brel                                           | Olle Ljungberg     | Vasateatern                                    |
| 2007 | Spelledaren        | Zorba                                                                           |                    | Malmö Opera                                    |
| 2008 | Vera               | Footloose Tom Snow, Dean Pitchford och Walter Bobbie                            | Roine Söderlundh   | Intiman                                        |
| 2009 | Birgitta Cederstam | Panik på klinik Johan Schildt, Adde Malmberg och Robert Sjöblom                 | Adde Malmberg      | Intiman                                        |
| 2010 | Velma Kelly        | Chicago John Kander, Fred Ebb och Bob Fosse                                     |                    | Östgötateatern                                 |
| 2013 | Morticia           | Familjen Addams Marshall Brickman, Rick Elice och Andrew Lippa                  | Mattias Carlsson   | Östgötateatern, Lorensbergsteatern, Slagthuset |
| 2018 | Marge              | Broarna i Madison County Jason Robert Brown och Marsha Norman                   | Rikard Bergqvist   | Maximteatern                                   |
| 2021 | Mrs Wilkingson     | Billy Elliot the musical                                                        | Mattias Palm       | Säffleoperan                                   |

## Priser och nomineringar
| År   | Uppsättning   | Pris       | Kategori                      | Resultat |
| ---- | ------------- | ---------- | ----------------------------- | -------- |
| 1992 | Grease        | Guldmasken | Bästa kvinnliga biroll        | Vann     |
| 1997 | A Chorus Line | Guldmasken | Bästa kvinnliga musikalartist | Vann     |
| 2000 | Chicago       | Guldmasken | Bästa kvinnliga musikalartist | Vann     |